# 비블리오테카 이메니 레니나역
비블리오테카 이메니 레니나 역(러시아어: Библиоте́ка и́мени Ле́нина)은 모스크바 지하철 소콜니체스카야 선의 역이다. 1935년 모스크바 지하철이 개통될 때 최초로 개장한 역 중 하나다.

## 역사
비블리오테카 이메니 레니나 역은 1935년 5월 15일 처음 개장했다. 1937년에는 울리차 코민테르나 역(오늘날 알렉산드롭스키 사트 역)으로 가는 환승구가 생겼으며, 1953년에는 아르바츠카야 역으로 가는 환승구를 1984년에는 보로비츠카야 역으로 가는 환승구를 추가로 건설했다.

역의 이름은 소련 시절 국립도서관 역할을 했던 레닌 도서관을 뜻하며, 레닌 도서관은 1993년 러시아 국립도서관으로 이름이 바뀌었으나 역은 기존 이름을 그대로 유지하고 있다.

## 환승
이 역에서는 아르바츠코 포크롭스카야 선의 아르바츠카야 역과 필룝스카야 선의 알렉산드롭스키 사트 역, 세르푸홉스코 티미랴젭스카야 선의 보로비츠카야 역으로 갈아탈 수 있다.
비블리오테카 이메니 레니나 역과 알렉산드롭스키 사트 역은 건설 당시 환승을 고려하지 않은 채 지어졌기에 1938년 알렉산드롭스키 사트 역이 아르바츠코 포크롭스카야 선으로 옮길 때까지 연결되지 않고 있었다. 아르바츠코 포크롭스카야 선으로 옮기기 전, 알렉산드롭스키 사트 역에서 키옙스카야 역까지의 구간은 소콜니체스카야 선의 분선이었다.